# Kazumasa Kawano
Kazumasa Kawano (født 7. november 1970) er en tidligere japansk fodboldspiller.
Han har spillet for flere forskellige klubber i sin karriere, herunder Sanfrecce Hiroshima og Cerezo Osaka.